# Zona reservada Aymara-Lupaca
La Zona Reservada Aymara-Lupaca es una zona que perdió protección, abarcó la provincia de Yunguyo y Chucuito del departamento de Puno en el Perú. Fue creado el 1 de marzo de 1996 con el objetivo de conservar los valores y la diversidad biológica, cultural, paisajística y de ecosistemas. El área es hábitat del Suri (Rhea pennata), animal que está actualmente en peligro de extinción.
Fue desafectada mediante el Decreto Supremo Nº 015-2009-MINAM de 28 de agosto de 2009, que determinó la desafectación de la totalidad del área de la Zona Reservada Aymara Lupaca, derogando los Decretos Supremos N°s. 002-96-AG y 003-2006-AG.